# Milan Dekleva
Milan Dekleva, [mílan dekléva], slovenski pesnik, pisatelj, dramatik, publicist, novinar, urednik, skladatelj in glasbenik, * 17. oktober 1946, Ljubljana.
Diplomiral je iz primerjalne književnosti in literarne teorije na Filozofski fakulteti v Ljubljani. Zaposlen je bil kot urednik na RTV Slovenija, sicer pa je deloval tudi na Radiu Študent in pri časopisnih podjetjih Dnevnik in Tribuna. Dekleva je najbolj poznan kot književnik, predvsem kot avtor lirične poezije, pa tudi kot ragbist in kot član slovenske glasbene skupine Salamander (ki je ustanovil skupaj s Tomažem Pengovom in so jo sestavljali mnogi znani slovenski ustvarjalci: Lado Jakša, Bogdana Herman, Jerko Novak, Matjaž Krainer, Sašo Malahovsky, Božidar Ogorevc, Meta Stare, Metka Zupančič). Je tudi skladatelj scenske glasbe in prevajalec iz angleščine in italijanščine.

## Biografija
Milan Dekleva se je rodil 17. oktobra 1946 v Ljubljani tržaškima Slovencema. Oče Roman Dekleva je bil učitelj na Srednji lesarski šoli v Ljubljani, rezbar in slikar, mati pa pianistka Božena Dekleva (r. Širok). 
Poznan je predvsem kot pesnik, čeprav piše tudi romane in eseje. Svoje prve pesmi je objavil že v sedmem razredu osnovne šole. Sprva je objavljal v šolskih glasilih in v Mladini ter Obzorniku. Dekleva pa je tudi glasbenik, saj igra klavir in je že kot osnovnošolec sodeloval v mladinskih džezovskih zasedbah. Pri trinajstih letih je kot mladi nadarjeni pesnik prvič nastopil javno: na oddaji ljubljanske televizije Pokaži, kaj znaš, kjer je v bitki mladih talentov dobil prvo nagrado. Po končani realki se je odločil za študij elektronike, vendar se je po prvem letniku premislil in se vpisal na študij primerjalne književnosti na Filozofski fakulteti v Ljubljani.
Dekleva je predstavnik slovenskega modernizma in postmodernizma.

## Delo
Milan Dekleva je bil prvi, ki je na Slovenskem izdal zbirko haikujev Mushi mushi (1971), ki so ji sledile številne druge pesniške zbirke, prevodi, drame, kratka proza, romani in eseji. Napisal je več pesniških zbirk za odrasle, za otroke Dekleva piše predvsem dramska dela, pa tudi mladinsko prozo. Poleg intenzivnega književnega dela je bil tudi sourednik študentske revije Tribuna, sourednik Radia Študent, sodelavec Študentskega kulturno-umetniškega centra (ŠKUC) in soustanovitelj glasbene skupine ''Salamander'', poučeval je glasbo v Centru za estetsko vzgojo mladih v Ljubljani in skladal scensko glasbo.

### Poezija
- Mushi mushi, Ljubljana IO SP 1971 (zbika Tribuna) (COBISS); 2. izdaja: Društvo Apokalipsa, 2005 (z angl. prevodom) (zbirka Haiku)
- Dopisovanja, Ljubljana, Državna založba Slovenije,1978 (COBISS)
- Nagovarjanja, Ljubljana, Mladinska knjiga 1979 (COBISS)
- Narečje telesa, Cankarjeva založba, 1984 (COBISS)
- Zapriseženi prah, Mladinska knjiga, 1987 (zbirka Nova slovenska knjiga)(COBISS)
- Odjedanje božjega, Emonica, 1988 (COBISS)
- Panični človek, Celovec, Wieser, 1990 (COBISS)
- Preseženi človek: izreki (spremna beseda Tomo Virk), Mihelač, 1992 (COBISS)
- Kvantaški stihi, Aleph, 1994 (COBISS)
- Šepavi soneti (spremna beseda Matevž Kos), Mihelač, 1995 (zbirka Itaka) (COBISS)
- Jezikava rapsodija; Improvizacija na neznano temo, Literarno-umetniško društvo Literatura, 1996 (Zbirka Prišleki) (COBISS)
- Glej medenico cvetne čaše, kako se razpira, Mladinska knjiga, 2001 (COBISS)
- Sosledja (spremna beseda Barbara Pogačnik), Nova revija, 2001 (zbirka Samorog) (COBISS)
- V živi zob (spremna beseda Vanesa Matajc), Cankarjeva založba, 2003 (COBISS) (COBISS)
- Sledi božjih šapic (izbrane pesmi), 2007 (2013?)
- Sto žalostnih in še ena malo manj vesela, 2010
- Audrey Hepburn, slišiš metlo budističnega učenca?, 2011
- Izganjalci smisla, 2012
- Uglaševanje molka: zbrane in dodane pesmi, 1. knjiga, 2013
- Uglaševanje molka: zbrane in dodane pesmi, 2. knjiga, 2014
- Darwin gre v jedilnico = Darwin going dining: izbrane pesmi = selected poems: 2001-2015, 2015
- In Darwinu zadrhti roka, 2016
- Gestalt (spremna beseda Milan Vincetič), 2017
- In vsi so očarani z mesečino (okrog pesmi), 2020 (Likovna dela: Jožef Muhovič)
- Nevidnosti, Slovenska matica, 2021
- Čistost tega jutra, 2023
- Ko me ne bo, bom spet prišla do vas (kantata, z Vesno Zornik), 2023

### Dramatika
- Sla bo(h)eme, 1981?
- Igra na vrhu (kabaret), Mihelač, 1993 (COBISS)

### Proza
- Oko v zraku (roman), Mladinska knjiga, 1997 (zbirka Nova slovenska knjiga) (COBISS)
- Pimlico (roman), Študentska založba, 1998 (zbirka Beletrina) (COBISS)
- Reševalec ptic (kratka proza), Cankarjeva založba, 1999 (COBISS); ponatis 2006 (COBISS)
- Zmagoslavje podgan (roman), Cankarjeva založba, 2005 (COBISS)
- Izkušnje z daljavo (kratka proza), Mladinska knjiga 2006 (zbirka Nova slovenska knjiga) (COBISS)
- Svoboda belega gumba (roman, spremna beseda Jani Virk), 2011
- Benetke, zadnjič (roman), 2014
- Moč lažnega (kratka proza, soavtor), 2015
- Telo iz črk. Roman o Almi, Cankarjeva založba, 2015 (COBISS)[1]
- Inštitut doktorja Faulstaffa (roman), Cankarjeva založba, 2018
- Zaplešiva, Dante (roman in biografija Marte Becket), 2020
- Pet za kvartet (roman), 2021
- Lističi (roman), 2024

### Eseji
- Gnezda in katedrale, Literarno-umetniško društvo Literatura, 1997 (zbirka Novi pristopi) (COBISS)
- O trnu in roži, Literarno-umetniško društvo Literatura, 2002 (zbirka Novi pristopi) (COBISS)
- Eseji in zgodbe, KUD Apokalipsa, 2021

### Knjižne objave za otroke in mladino

#### Poezija
- Pesmi za lačne sanjavce, Partizanska knjiga, 1981 (zbirka Matjaževa knjižnica) (COBISS)
- Alica v računalniku, Cankarjeva založba, 2000 (zbirka Najst) (COBISS)
- Pesmarica prvih besed, Radovljica, Didakta, 2009 (COBISS)
- Pesmi na recept, 2023

#### Dramatika
- Bikec Ferdinand, upr. 1979
- Sanje o rdeči češnji, upr. 1982
- Magnetni deček, upr. 1982; Univerzum, Lj, 1983 (zbirka Pojdimo se gledališče) (COBISS)
- Magnetni deček; Sanje o govoreči češnji, Mladinska knjiga 1985 (zbirka Mladi oder) (COBISS)
- "Lenča flenča" upr. 1989; "Zveza diamantnega čuka", upr. 1989 (skupaj v Zajc, Dane: Zakaj in vprašaj Ljubljana, Mladinska knjiga 1991 (zbirka Mladi oder) (COBISS)

#### Proza
- Ob devetnajstih zjutraj, Mladinska knjiga, 1985 (zbirka Mala slikanica)(COBISS)
- Totalka odštekan dan, DZS, 1992 (zbirka Zapik) (COBISS) (tudi muzikal)
- Bučka na Broadwayu, DZS, 1993 (zbirka Zapik) (COBISS) (tudi muzikal)
- A so kremšnite nevarne, Mladinska knjiga, 1997, (zbirka Zavri) (COBISS)
- Naprej v preteklost, Mladinska knjiga, 1997 (zbirka Pisanice) (COBISS)
- Kako so nastale ZDA, Založništvo Pozoj, Velenje, 1998 (zbirka Pravljične pokrajine) (COBISS)
- Rahlo pegaste sanje, Založništvo Pozoj, Velenje, 2003 (zbirka Pravljične pokrajine) (COBISS)
- Skrivnostno pismo, Pošta Slovenije in Tehniški muzej Slovenije 2004 (o pošti na Slovenskem) (COBISS)
- Mala Alma na veliki poti (dvojezična slovensko-kitajska slikanica, soavtorica? Huiqin Wang), 2020
- Palačinkožer, 2020

## Priznanja in nagrade
- 1989 - nagrada Prešernovega sklada za zbirko Zapriseženi prah
- 1990 - Jenkova nagrada za zbirko Odjedanje božjega[2]
- 1995 - Župančičeva nagrada za zbirko Šepavi soneti[3]
- 1999 - Rožančeva nagrada za zbirko esejev o poeziji Gnezda iz katedrale[4]
- 2003 - Veronikina nagrada za zbirko V živi zob
- 2006 - Prešernova nagrada za življenjsko pesniško in pisateljsko delo[5]
- 2006 - kresnik za roman Zmagoslavje podgan
- 2008 - velenjica-čaša nesmrtnosti za vrhunski desetletni slovenski pesniški opus v 21. stoletju
- 2008 - Veronikina nagrada za pesniško zbirko z naslovom Audrey Hepburn, slišiš metlo budističnega učenca?[6]
- 2010 - častna listina IBBY za prevod slikanice Bi se gnetli na tej metli Julie Donaldson
- 2011 - desetnica za Pesmarico prvih besed[7]
- 2017 - izredni član SAZU v razredu za umetnosti
- 2022 - nagrada Vasje Cerarja za prevajanje mladinskih leposlovnih besedil
- 2023 - redni član SAZU